# (32214) Colburn
(32214) Colburn est un astéroïde de la ceinture principale.

## Description
(32214) Colburn est un astéroïde de la ceinture principale. Il fut découvert le 23 juillet 2000 à Socorro (Nouveau-Mexique) par le projet LINEAR. Il présente une orbite caractérisée par un demi-grand axe de 2,64 UA, une excentricité de 0,07 et une inclinaison de 1,9° par rapport à l'écliptique.

## Compléments